# Europa macht Schule
Europa macht Schule (EmS) ist ein Programm des gleichnamigen Vereins Europa macht Schule e. V. zur Förderung der Begegnung und des interkulturellen Austauschs unter Europäern. Das Programm wird seit dem Jahr 2006 durchgeführt und seit 2009 hauptamtlich vom Deutschen Akademischen Austauschdienst (DAAD) koordiniert. Seit April 2017 ist Bundespräsident Frank-Walter Steinmeier Schirmherr des Programms und setzt damit die Tradition der Bundespräsidenten seit Horst Köhler im Jahr 2007 fort.

## Kurzbeschreibung
Für das Programm werden Studierende aus allen Teilen der Welt zu Minibotschaftern ihres Landes. Sie werden in die Unterrichtsstunden aller Schularten einbezogen und gestalten gemeinsam mit der Schulklasse ein individuelles Projekt mit einem Umfang von drei bis fünf Unterrichtsstunden. Die Studierenden erhalten die Gelegenheit, der Schulklasse ihr Herkunftsland aus einem persönlichen Blickwinkel vorzustellen und treten dabei in einen Dialog mit Kindern und Jugendlichen Deutschlands. Stereotype und Vorurteile einer Kultur können aufgebrochen, Einstellungen als Folge stereotyper Zuschreibungen reflektiert werden. Am Ende steht eine gemeinsame, teils öffentliche Präsentation der Ergebnisse.

## Ziel
Ziel des Programms Europa macht Schule ist es, den Gedanken des internationalen Austauschs lebendig werden zu lassen und für mehr Wissen übereinander zu sorgen. Studierende aus allen Ländern der Welt führen an deutschen Schulen Projekte durch. Die Schulklassen lernen ein fremdes Land aus einer anderen Perspektive kennen und die Studierenden bekommen einen neuen Zugang zu Deutschland. Das Programm ergänzt den Aufenthalt der Studierenden und bereichert den Schulalltag um ein internationales Begegnungsprojekt. Es ermöglicht niedrigschwellig mit einer einfachen Idee (direkte Begegnung) einen wirkungsvollen und nachhaltigen Zugang zum Thema Internationalität und Europa.

## Ablauf
Das Programm wird an den jeweiligen Hochschulstandorten dezentral von sog. Standort-Teams organisiert, die Koordination des Programms erfolgt im DAAD. In den jeweiligen Orten werden die Standort-Teams durch den DAAD jährlich neu gebildet. Mitglieder der Standort-Teams sind Studierende oder junge Graduierte verschiedener Fachrichtungen. Vor Ort bereiten die Standort-Teams die unterschiedlichen Schritte des Projekts vor und begleiten diese. Durch regelmäßige Treffen wird der reibungslose und einheitliche Ablauf des Projekts garantiert, z. B. organisiert der Verein Europa macht Schule e.V. einmal im Jahr ein Jahrestreffen, an dem alle Mitglieder des Vereins sowie aktuelle Mitglieder der Standort-Teams teilnehmen können.
Die internationalen Studierenden werden in Zusammenarbeit mit den Akademischen Auslandsämtern der Hochschulen und in Kooperation mit dem DAAD über das Projekt informiert. Teilnehmen können internationale Studierende aller Fachrichtungen, die aktuell an einer deutschen Hochschule eingeschrieben sind. Die Anmeldung der Studierenden erfolgt über die Website. Um sich bestmöglich auf das Projekt vorzubereiten, können internationale Studierende an einer Schulung teilnehmen, welche vom DAAD organisiert wird.
Interessierte Lehrkräfte melden sich ebenfalls über die Website an.
Die Standort-Teams unterstützen die internationalen Studierenden bei der Entwicklung der Konzepte für die Projekte und bringen sie mit den teilnehmenden Schulen in Kontakt. Hierfür organisieren die Standort-Teams Koordinationstreffen an ihrem Hochschulstandort. Auch bei der Projektdurchführung unterstützt das Standort-Team bei Bedarf.
Die Ergebnisse der einzelnen Unterrichtsprojekte eines Europa macht Schule-Standorts werden auf einer gemeinsamen Abschlussveranstaltung präsentiert, um das Umfeld der Schulklassen an den Erfahrungen der Kinder und Jugendlichen teilhaben zu lassen und so zu einem weiterführenden, internationalen Dialog beizutragen. Alle teilnehmenden Klassen und internationalen Studierenden erhalten ein Zertifikat für ihr Engagement. Die Abschlussveranstaltung wird von den jeweiligen Standort-Teams organisiert.

## Hintergrund
Europa macht Schule ist eine Initiative, die aus der Dresdner Konferenz „Was hält Europa zusammen?“ im Februar 2006 hervorgeht. In Dresden fand ein Treffen zwischen den Staatsoberhäuptern der Länder Deutschland, Österreich, Italien, Ungarn, Portugal, Finnland und Lettland statt. Bundespräsident Horst Köhler initiierte parallel zu diesem Treffen eine Konferenz, zu der über 100 Stipendiaten zahlreicher Stiftungen aus europäischen Ländern vom Bundespräsidialamt eingeladen wurden. Kernanliegen der Konferenz war es unter anderem, nach Wegen zu suchen, wie der europäische Austausch möglichst mit den Menschen und als direkte Begegnung gestaltet werden kann.

## Programmzahlen Europa macht Schule
| Jahr      | Standorte | Projekte | Schulen | Studierende | Nationalitäten |
| --------- | --------- | -------- | ------- | ----------- | -------------- |
| 2006/2007 | 3         | 32       | 31      | 33          | 14             |
| 2007/2008 | 6         | 45       | 45      | 51          | 19             |
| 2008/2009 | 10        | 56       | 47      | 57          | 25             |
| 2009/2010 | 25        | 164      | 109     | 168         | 29             |
| 2010/2011 | 27        | 163      | 118     | 179         | 25             |
| 2011/2012 | 34        | 221      | 139     | 241         | 32             |
| 2012/2013 | 32        | 199      | 139     | 219         | 32             |
| 2013/2014 | 26        | 150      | 98      | 145         | 24             |
| 2014/2015 | 27        | 187      | 127     | 198         | 31             |
| 2015/2016 | 29        | 189      | 138     | 190         | 29             |
| 2016/2017 | 32        | 197      | 133     | 205         | 28             |
| 2017/2018 | 36        | 259      | 161     | 277         | 45             |
| 2018/2019 | 42        | 258      | 191     | 262         | 43             |
| 2019/2020 | 24        | 100      | 80      | 99          | 32             |
| 2020/2021 | 24        | 91       | 71      | 100         | 31             |
| 2021/2022 | 22        | 113      | 88      | 116         | 41             |
| 2022/2023 | 18        | 139      | 86      | 127         | 44             |
| 2023/2024 | 27        | 169      | 123     | 161         | 51             |

## Auszeichnungen
- 2007: Engagementpreis des FES-Ehemalige e.V.[19]
- 2012: Jugendkarlspreis (für den Partnerstandort Prag)[20]
- 2012: Euroscolapreis des Europäischen Parlaments (für ein Projekt in Mölln)[21]
- 2015: Berliner Europapreis Blauer Bär[22]
- 2016: Europa-Lilie für Europäische Jugendarbeit der Europa-Union Deutschland e.V.[23]

## Back to School
Back to School (BtS) ist eine Programmlinie des Programms Europa macht Schule, die 2022 ins Leben gerufen wurde. Mit Back to School haben Studierende deutscher Hochschulen, die in Deutschland zur Schule gegangen sind und Auslandserfahrungen im Rahmen eines Studiums oder Praktikums gesammelt haben, die Möglichkeit, ihre Auslandserfahrungen mit Schüler/-innen zu teilen.
Ziel der Programmlinie Back to School ist es, dass die Studierenden mit einem interaktiven Projekt von 2 Schulstunden Schüler/-innen ein möglicherweise noch fremdes Land näherbringen, Vorurteile gegenüber anderen Kulturen abbauen und die Neugier auf einen möglichen eigenen späteren Auslandsaufenthalt wecken. Zudem steht die Stärkung der europäischen Idee im Vordergrund, indem eine Reflexion über Europa und die Welt angeregt wird.
Die Programmlinie Back to School wird vom DAAD koordiniert und in Zusammenarbeit mit den Akademischen Auslandsämtern der Hochschulen beworben. Interessierte Studierende werden vom DAAD vor, während und nach der Projektdurchführung begleitet. 

## Programmzahlen Back to School
| Jahr      | Studierende | Projekte | Länder |
| --------- | ----------- | -------- | ------ |
| 2022/2023 | 19          | 22       | 15     |
| 2023/2024 | 44          | 50       | 23     |